# Rio Beautiful
O rio Beautiful é um rio do distrito de Buller na Ilha do Sul de Nova Zelândia. É um afluente do rio Karamea.